# Ouderkerk aan de Amstel

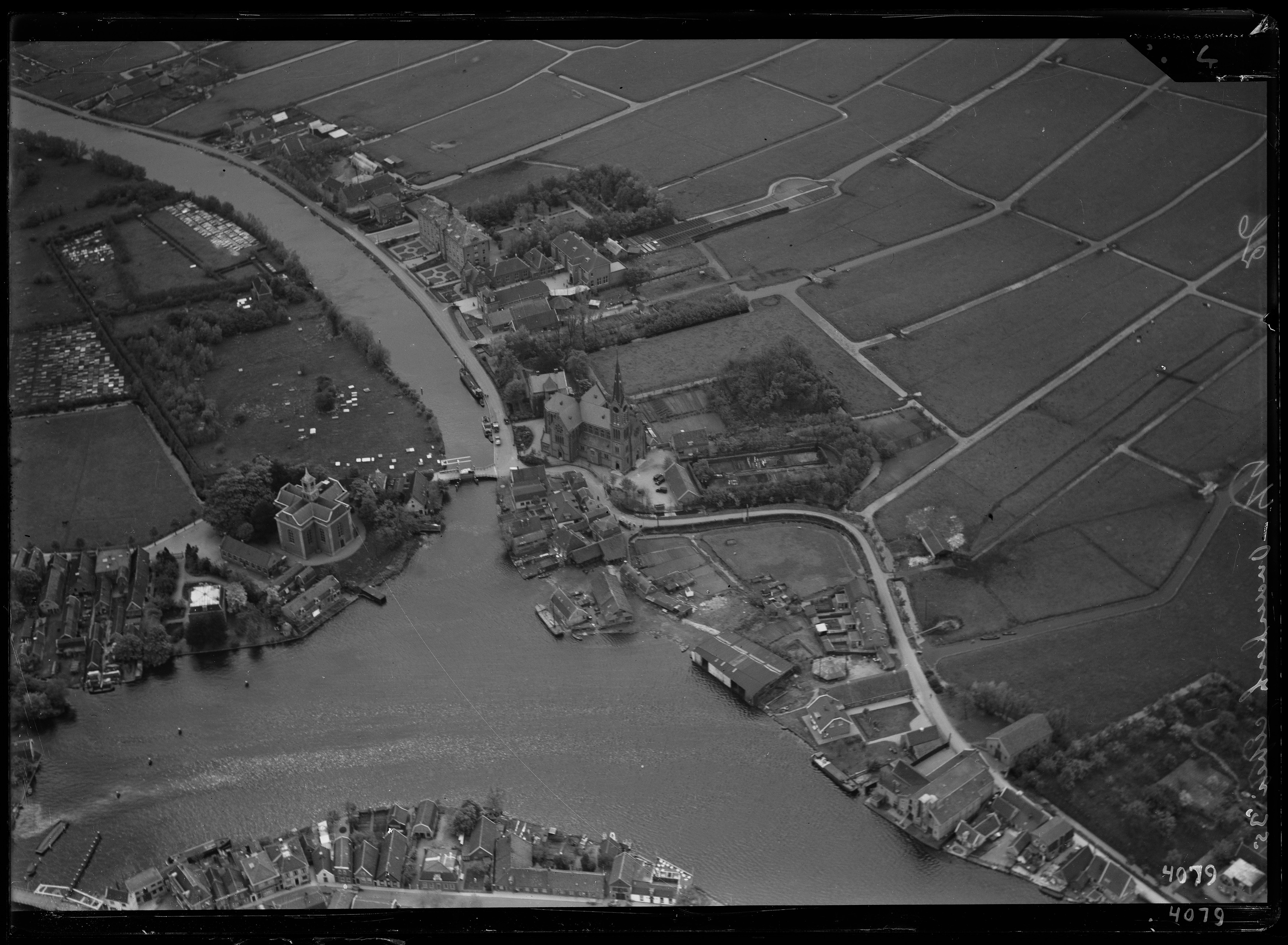
Luchtfoto van Ouderkerk aan de Amstel; circa 1930.

Ouderkerk aan de Amstel, meestal kortweg Ouderkerk genoemd, is een dorp in de Nederlandse provincie Noord-Holland, verdeeld over de gemeenten Ouder-Amstel en Amstelveen, en ligt aan de Amstel. Het ligt niet ver van Amsterdam, maar bestaat langer dan deze stad. De Amstel stroomt van de kant van Nes aan de Amstel door Ouderkerk, en verder door naar Amsterdam. Het riviertje de Bullewijk mondt in Ouderkerk uit in de Amstel.

## Geschiedenis
Het land langs de Amstel werd vanaf ongeveer 1100 ontgonnen. Bij de instelling van het kerkelijk rechtsgebied van Amestelle (Ame = water, Stelle = verhoogde, veilige plek) had de bisschop van Utrecht een functionaris nodig om namens hem de rechtsmacht uit te oefenen en de verplichte heffingen te innen in het nieuwe dekenaat. De kerkvorst besteedde deze taken waarschijnlijk uit aan een van zijn dienstmannen uit het oude land Werinon. De eerste bekende ambtenaar in Amestelle of Amstelland was Wolfgerus, die in 1105 optrad als 'Wolfgerus scultetus (schout) de Amestelle' (1075-1131), dienstman van Burchard, bisschop van Utrecht. Uit die tijd dateert de oudste nederzetting aan de samenvloeiing van de Amstel en de Bullewijk, ter hoogte van het huidige Ouderkerk.
De leden van de familie Van Amstel waren in de 12e en 13e eeuw vazallen van de bisschop van Utrecht en later van de graven van Holland. Ze zijn verschillende keren in opstand gekomen tegen hun leenheren, maar dat liep niet goed af. De Portugees-Joodse begraafplaats Beth Haim is waarschijnlijk de plek waar het kasteel van de familie heeft gestaan en van waaruit het Amstelland is ontgonnen en later ook Amsterdam is ontstaan.
De naam Ouderkerk aan de Amstel dateert uit het einde van de 13e eeuw, nadat in 1278 Nieuwer-Amstel (Amstelveen) een eigen kerk had gekregen. Tot aan de 14e eeuw was Ouderkerk het bestuurscentrum van Amstelland.

## Het dorp
Het oude gedeelte van Ouderkerk ligt aan de rechteroever van de Amstel. Dat deel van het dorp is een oude kern met een rijk cultuurgoed, met een 18e-eeuwse hervormde kerk, tegenwoordig Amstelkerk geheten, en een 19e-eeuwse neogotische katholieke kerk, de Urbanuskerk, naar ontwerp van Pierre Cuypers. In het oude gedeelte van Ouderkerk staat het gemeentehuis van Ouder-Amstel en er zijn er restaurants en winkels te vinden. 
Het nieuwe gedeelte bestaat uit een woonwijk en een haventje. Het Jan Coevertveer verbindt de Ouder-Amstelse en Amstelveense zijde van het dorp in het zomerhalfjaar op zon- en feestdagen. Tot 1937 lag op de plek van het veer de Lange Brug, die daarna verplaatst is naar het Nederlands Openluchtmuseum in Arnhem. In de jaren 90 verscheen ten zuiden van de Bullewijk en ten noorden van de Burgemeester van Sonweg een wat grotere nieuwbouwwijk, Benning genaamd en ontsloten door de Jan Benninghbrug. 
Een deel van Ouderkerk aan de Amstel is een beschermd dorpsgezicht. Er zijn in het dorp verscheidene rijksmonumenten, waaronder de beide genoemde kerken, de molen De Zwaan, de joodse begraafplaats en de Kerkbrug.
Ouderkerk ligt ten zuiden van Amsterdam, ten oosten van Amstelveen, ten westen van Amsterdam-Zuidoost en Duivendrecht en iets ten noorden van de grens met de provincie Utrecht. Het is verdeeld over twee gemeenten, de dorpskern ligt in de gemeente Ouder-Amstel, de overkant aan de andere kant van Brug Ouderkerk is deel van Amstelveen (Buurt over Ouderkerk). Er zijn 269 bedrijven gevestigd, waarvan 60 boerenbedrijven.
Bij de invoering van het huidige postcodesysteem in 1978, heeft alleen de gemeente Ouder-Amstel een eigen postcode (1191) en postale plaatsnaam aangevraagd voor haar deel van Ouderkerk aan de Amstel. Amstelveen heeft dat voor zijn deel niet gedaan, waardoor dat deel voor de postadressen 'in' Amstelveen ligt. Consequentie daarvan is o.a. dat Ouderkerk aan de Amstel in statistieken vaak kleiner lijkt dan het in werkelijkheid is (omdat statistieken vaak op de postcodes worden gebaseerd). De delen in beide genoemde gemeenten hebben wel beide een eigen bebouwde kom, met dienovereenkomstige blauwe plaatsnaamborden (komborden). Onder het dorp Ouderkerk aan de Amstel vallen ook de buurtschap Waver en de Ronde Hoep.

## Buitengebied
Ouderkerk ligt in een open gebied. Ten zuiden van Ouderkerk bevindt zich de polder de Rondehoep. Het rondje over de polderdijk via de Waver is populair bij fietsers en wandelaars. Andere recreatiemogelijkheden zijn roeien op de Botshol en watervertier op de Ouderkerkerplas, die in de jaren 60 is ontstaan na zandafgravingen die zijn gedaan voor de aanleg van de A9.
Aan de Wethouder Koolhaasweg bevindt zich sinds 10 mei 1968 het gemeentelijk openlucht zwembad het "Amstelbad". In 1991 werd het bad door de gemeente wegens bezuinigingsredenen gesloten maar in 1992 heropend en sindsdien geëxploiteerd door vrijwilligers.
Ten noorden van Ouderkerk bevindt zich langs de Ouderkerkerdijk de poldermolen De Zwaan.

## Openbaar vervoer
De enige vorm van openbaar vervoer van Ouderkerk naar de omringende plaatsen zijn bussen. Men kan reizen met de bussen van Connexxion, waaronder twee snelbussen die onder de R-net formule rijden en alleen halteren in Ouderkerk Oost.

## Geboren
- Willem Jan Danielszoon Ruys (1809-1889), reder, cargadoor en assuradeur
- Andreas Rinkel (1889-1979), oudkatholieke aartsbisschop van Utrecht
- Paul Bodoni (1954), striptekenaar
- Axel Koenders (1959), triatleet
- Julius Jaspers (1962), kok en kookboekenschrijver
- Roderick Veelo (1964), journalist en radio- en televisiepresentator
- Jens Mouris (1980), wielrenner
- Robert Ris (1988), schaker
- Floris van der Linden (1996), voetballer
- Britt van der Baan (2001), handbalster

## Fotogalerij

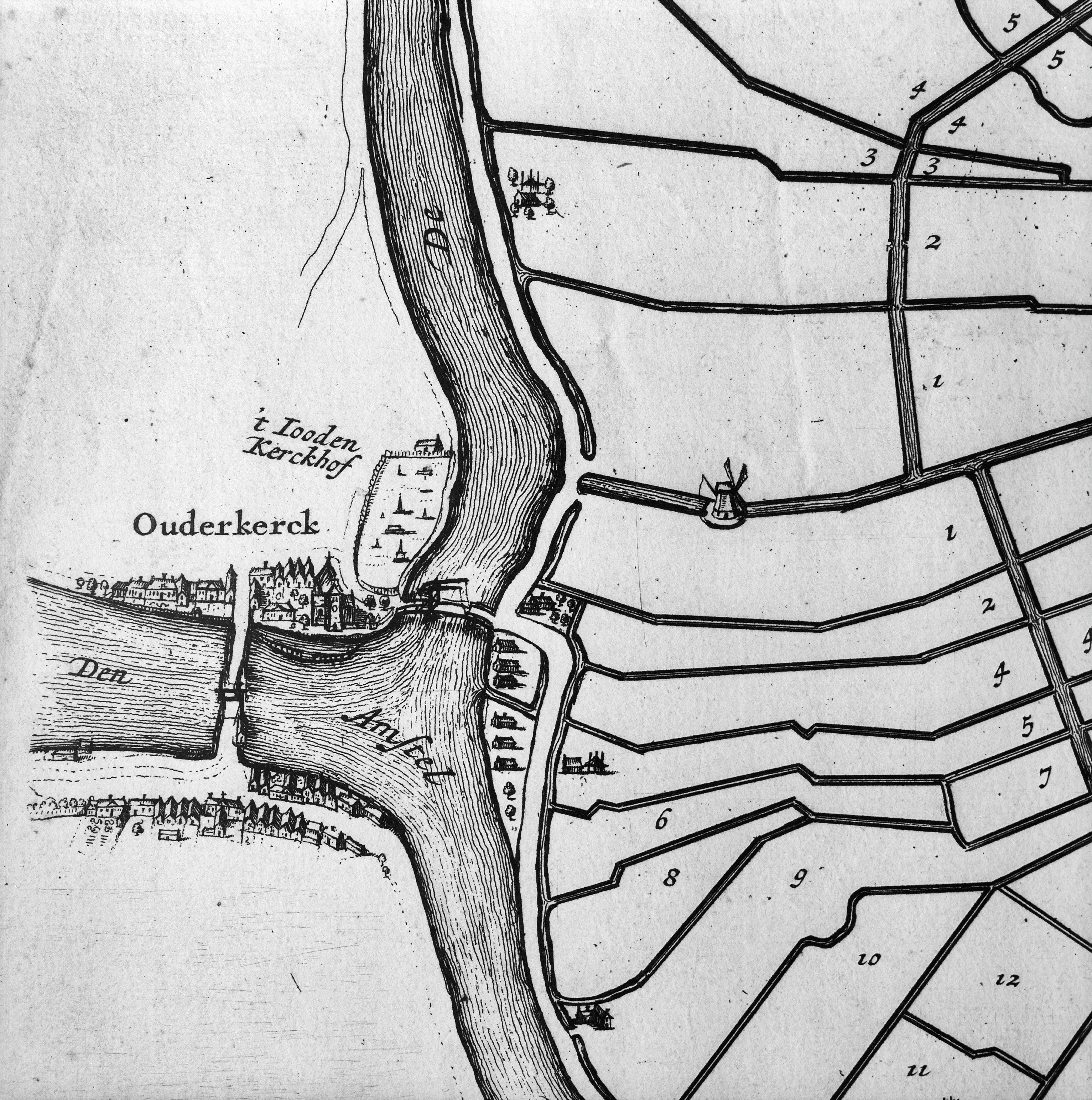
Kaart eind 17e eeuw, detail, in Algemeen Rijksarchief 's-Gravenhage
- Bioscoopjournaal uit 1923. Zesduizend jonge postduiven worden losgelaten aan de kade in Ouderkerk aan de Amstel.
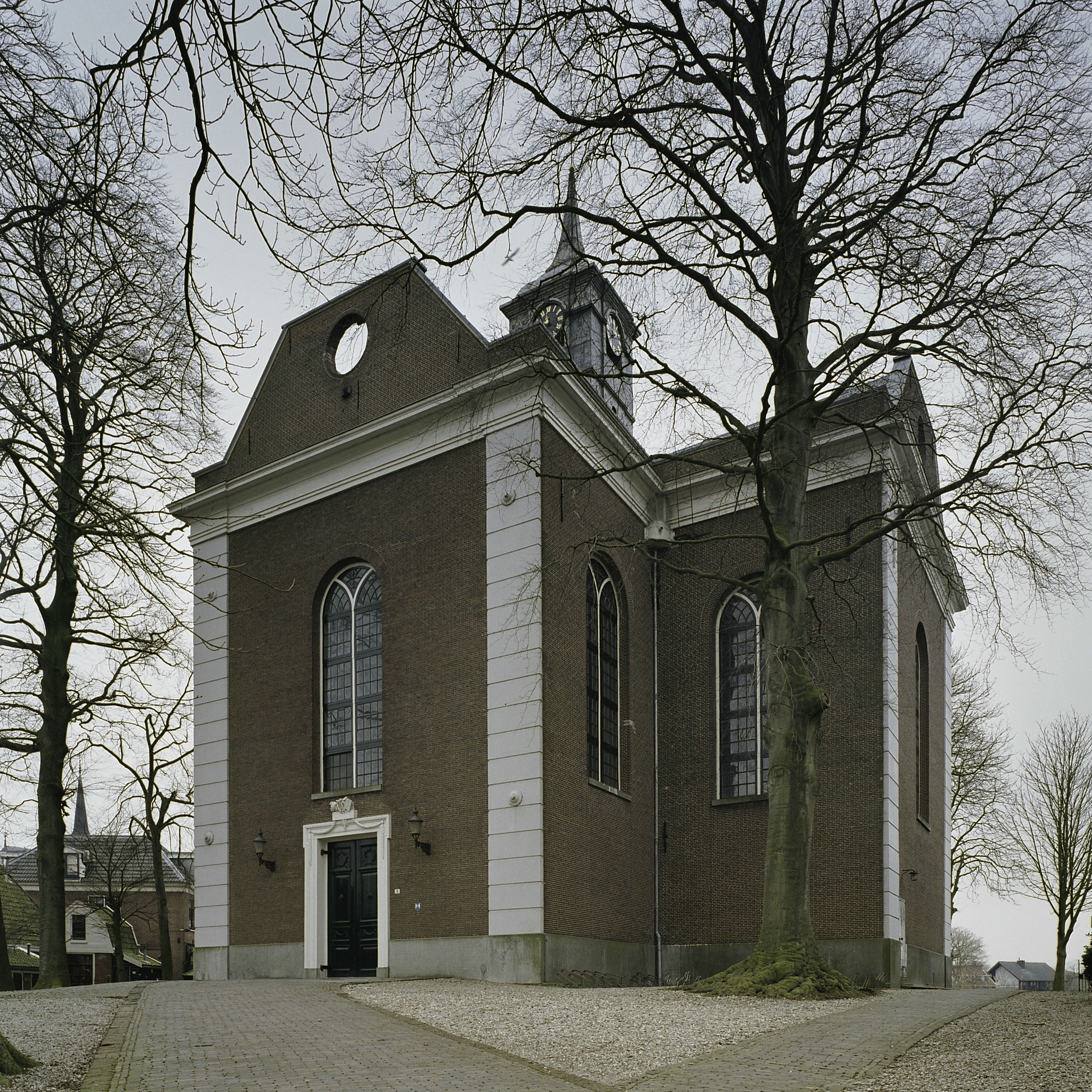
Nederlands Hervormde Kerk: Zicht op Ingangspartij met deuromlijsting.
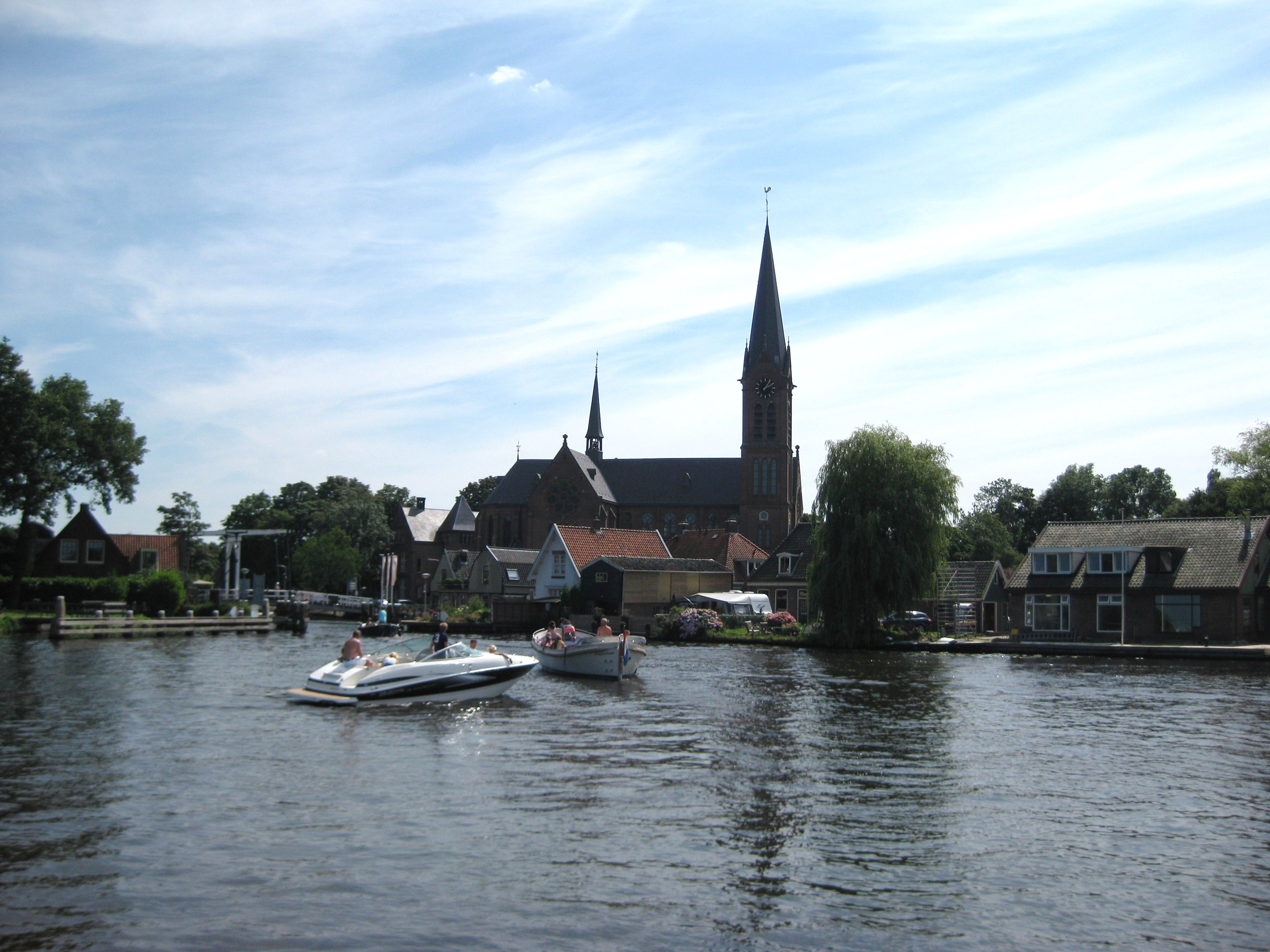
Sint-Urbanuskerk
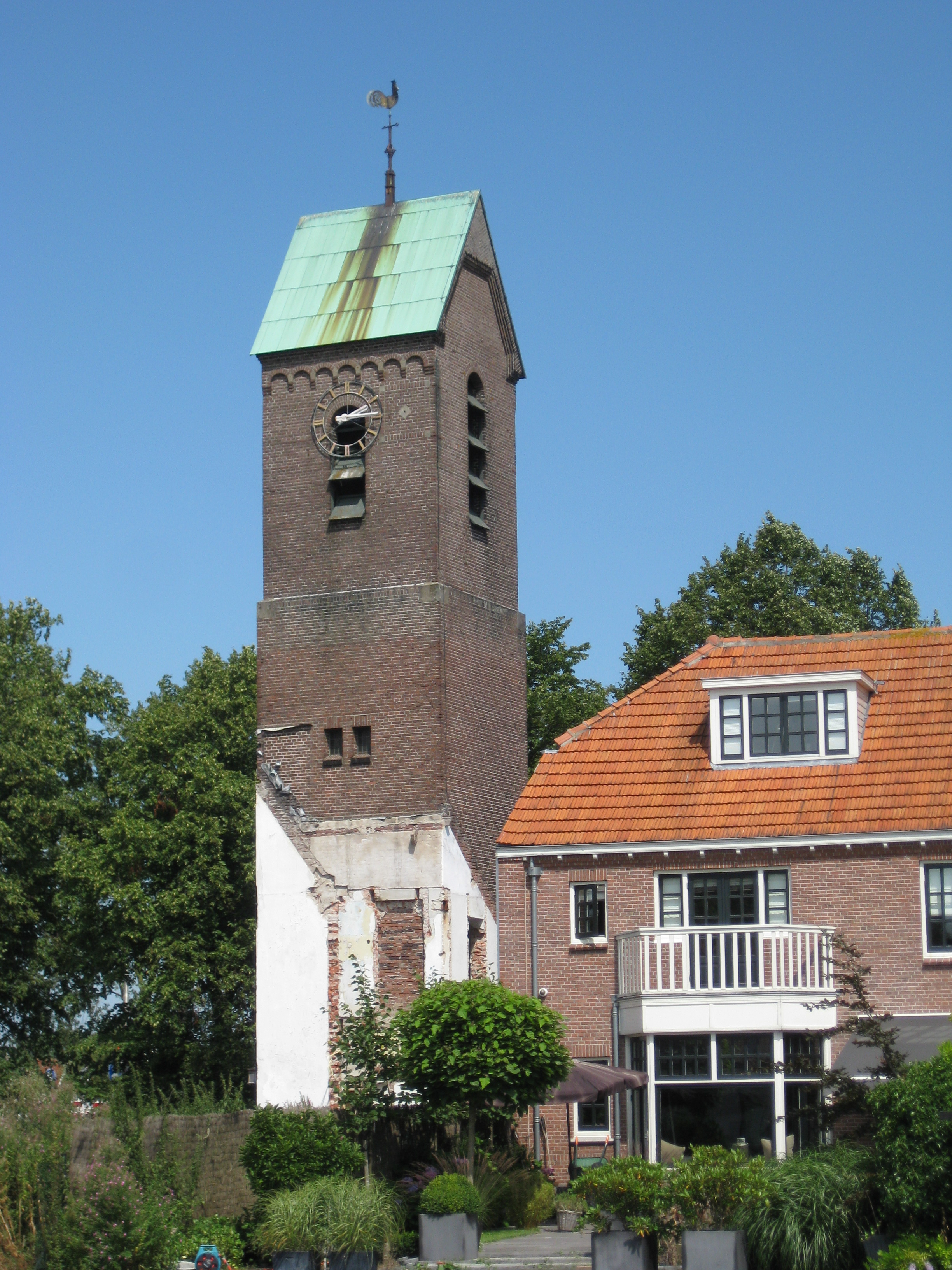
Toren van de vroegere Gereformeerde Kerk
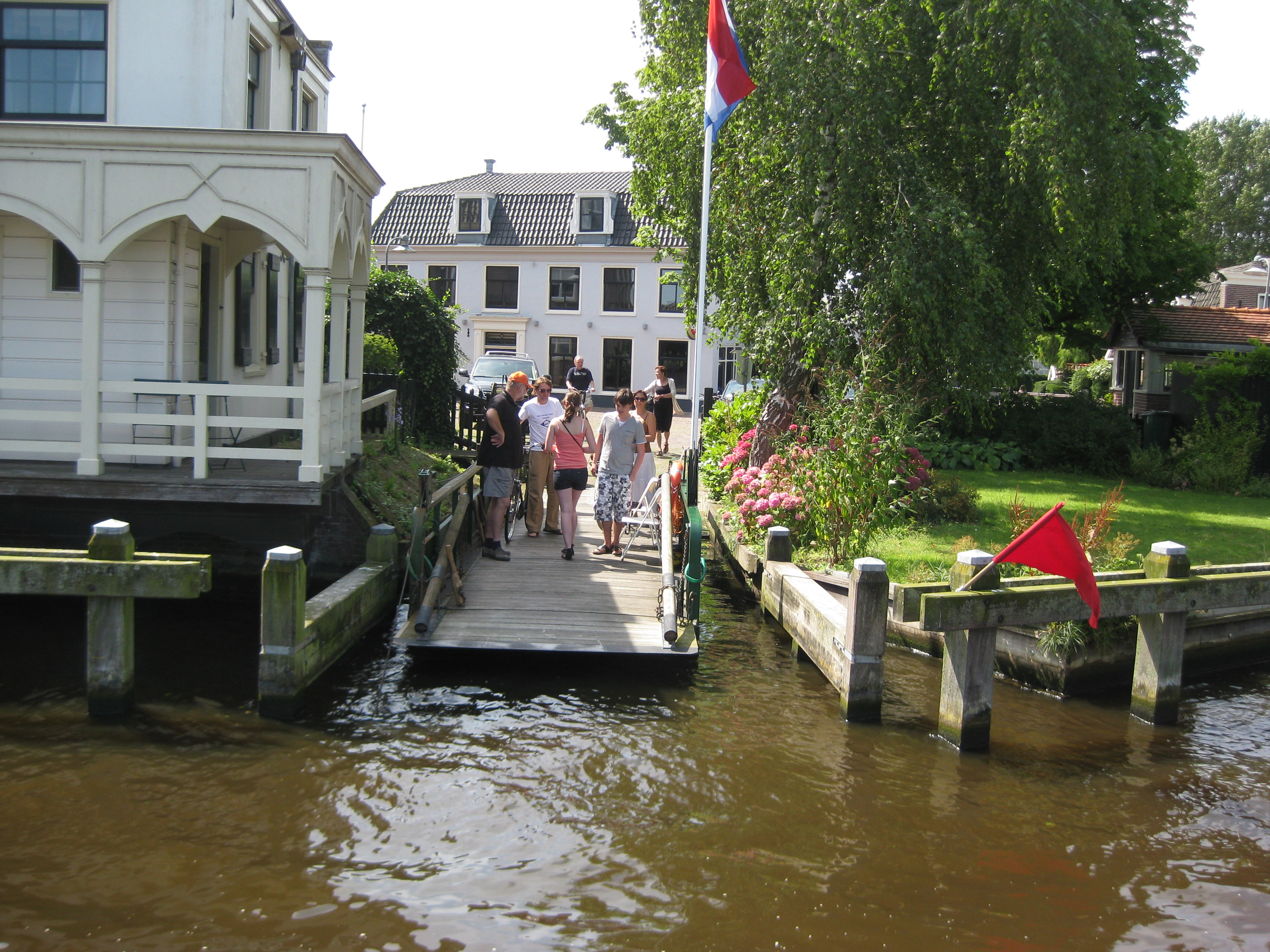
Jan Coevertveer over de Amstel
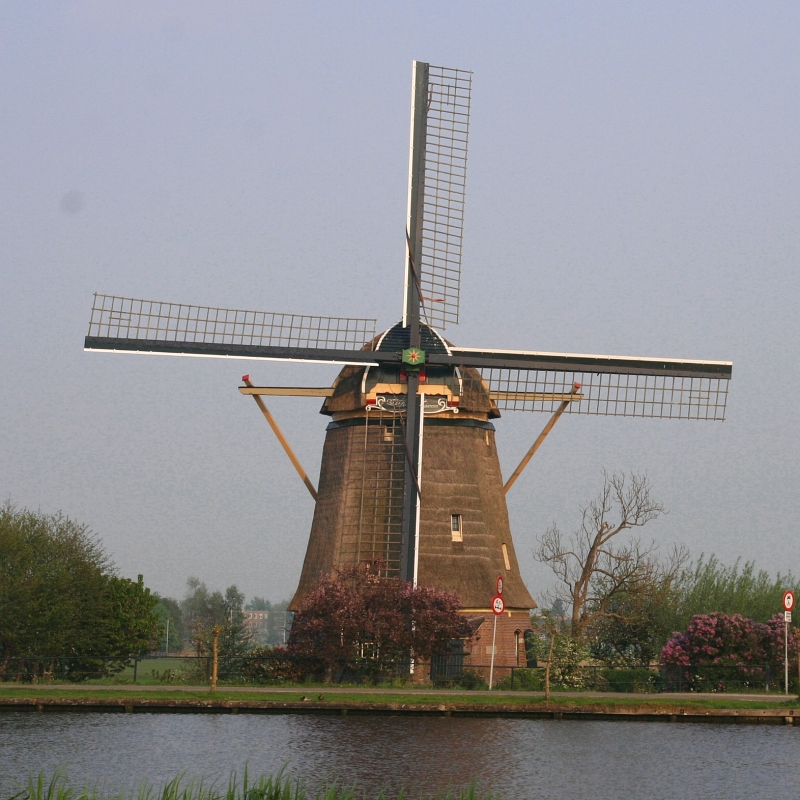
Molen De Zwaan
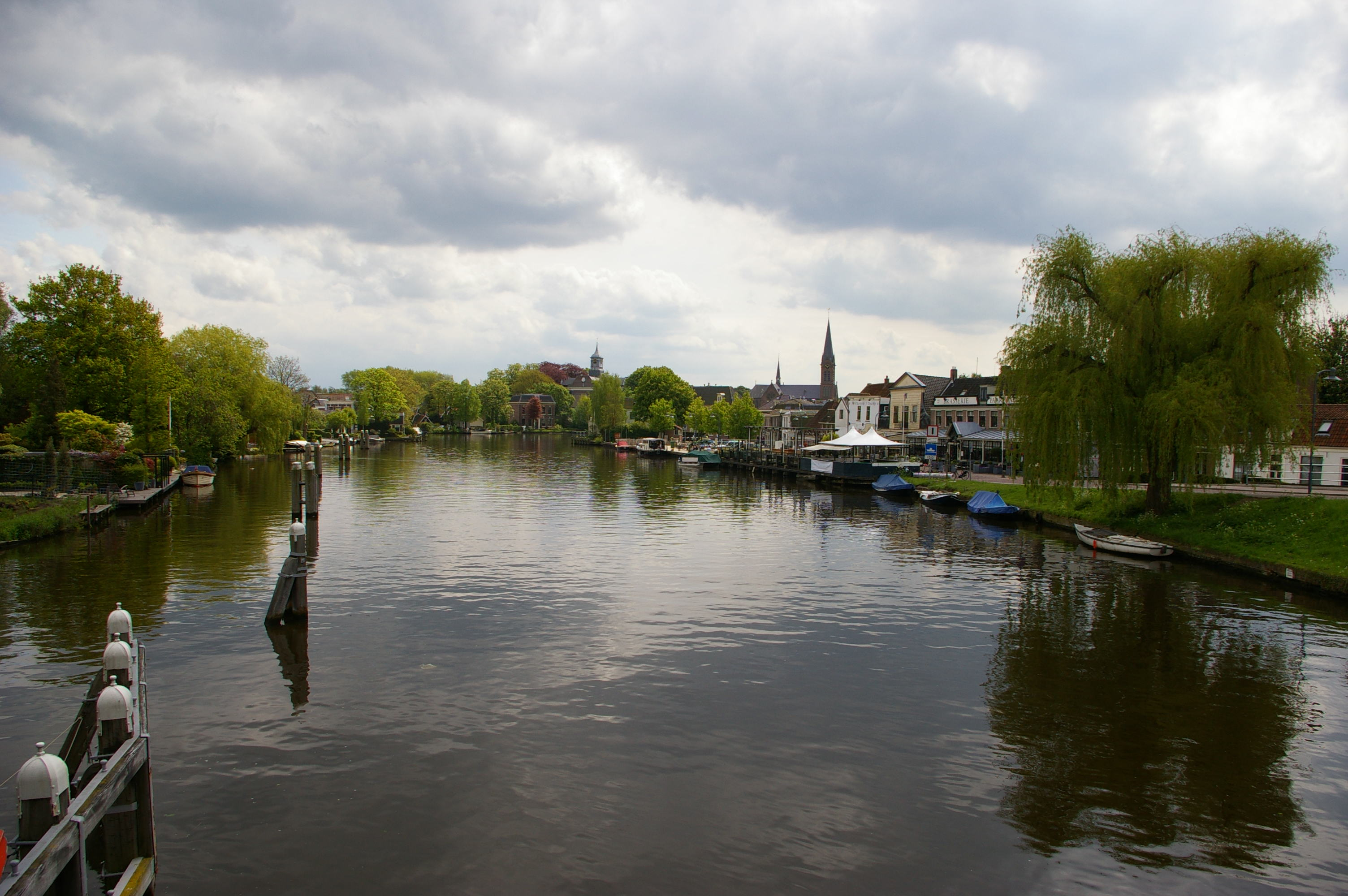
Gezicht vanaf de Amstelbrug
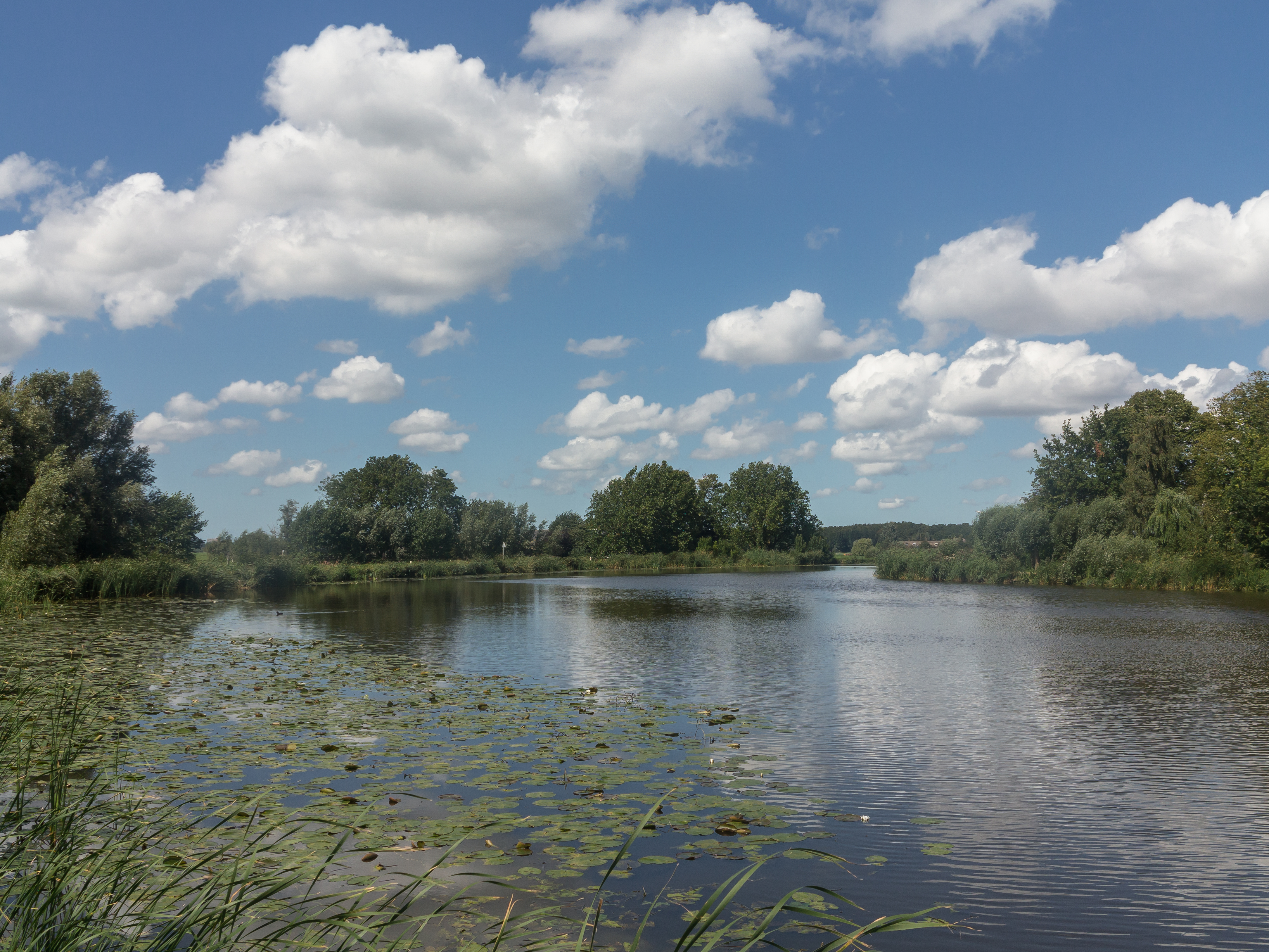
De Ronde Hoep

Woonplaats en dorp: Duivendrecht · Ouderkerk aan de Amstel (deels) · Woonplaats: Amsterdam-Duivendrecht      
Buurtschap: Waver

Noord-Holland: Steden en dorpen in Noord-Holland      Nederland: Provincies · Gemeenten
Amstelveen · Bovenkerk · Nes aan de Amstel · Ouderkerk aan de Amstel (deels) · De Zwarte Kat
Noord-Holland: Steden en dorpen      Nederland: Provincies · Gemeenten